# Ulrike Theusner
Ulrike Theusner, née en 1982 à Francfort-sur-l'Oder (à l'époque en République démocratique allemande, est une artiste peintre allemande. 
Elle vit et travaille à Berlin et Weimar.

## Biographie
Ulrike Theusner est la fille de Christoph Theusner, compositeur et musicien, fondateur du groupe Bayon.
À partir de 2002, Ulrike Theusner étudie à l’université Bauhaus de Weimar, d'où elle ressort diplômée en 2008. À Weimar elle est l'élève des Professeurs Liz Bachhuber (2002-2004), Peter Heckwolf (2005-08) et Norbert W. Hinterberger (de).
De 2005 à 2008, étudiante à l'École nationale supérieure d'Arts - Villa Arson à Nice, elle sera l'élève de Noël Dolla et Pascal Pinaud.
Ses œuvres ont été exposées dans le cadre d'expositions collectives à la Kunsthalle Darmstadt (de), au Musée des Beaux-Arts de Nice, au Neues Museum Weimar et en expositions personnelles à Berlin, Erfurt, Francfort, New York, Toulouse, Paris, Shanghai et Weimar.

## Œuvre
Dans un entretien en 2015 avec le Berlin Art magazine, Ulrike Theusner indique « naviguer entre peinture, gravure et dessin, avec une préférence pour les dessins à l'encre, les très grands formats et les séries : L'encre sur papier n'autorise pas le repentir et impose de travailler vite, de rendre toute la vivacité, la puissance voire la radicalité des sujets. »
Limbo Express, un livre paru en 2015, présente les œuvres de ce cycle entre monde réel et monde imaginaire. 
La peinture d'Ulrike Theusner est un art contestataire, protestataire, dans la tradition de critique sociale de ses maîtres allant de Dürer à Hogarth, de Goya à Honoré Daumier, d'Heinrich Zille à Banksy. Ulrike Theusner qui a été mannequin, passe une partie de l'année à New York. Elle peint la fragilité et les contradictions de la vie urbaine et les réalités sociales contemporaines. Elle utilise une palette allant de l'allégorie biblique à la représentation crue de la drogue ou du sexe dans le milieu de l'art ou de la mode.
Ana Finel Honigman écrit pour Artslant en 2013 :

« Ses aquarelles pulpeuses, ses dessins, ses peintures séduisent par leur chatoyance, par leur profondeur et par le détail pictural tandis que les personnages explosent la composition avec une grande intensité. Sous l'apparence délicieuse, le contenu est grave, sombre, et d'une grande actualité. Les images de Theusner, par la qualité du pinceau et le grotesque des personnages, rappellent les Peintures noires de Goya, et la caricature sociale brutalement séduisante d'Otto Dix. Ses personnages apparaissent souvent en costumes historiques, mettant en scène des pièces de théâtre fantasmagoriques, mais c'est bien le contexte politique actuel, les problèmes sociaux d'aujourd'hui, qu'elle représente. Son travail - tout en intelligence et élégance - met en évidence l'absurdité, souligne la brutalité. »

### Sélection d’œuvres

#### Encre sur papier
2016
- Hortus Conclusus, 200 x 350 cm - présenté à l'exposition Welcome to Paradise: Le terme hortus conclusus évoque un jardin enclos. Celui d'Ulrike Theusner est immense et paradisiaque par l'abondance de la végétation, par la luminosité des turquoises et des roses, mais ce paradis est abrité sous une grande verrière.
- The Gasping Society I
- The Gasping Society II

2015
- Tent Cities
- Die Parade

2014
- A Rake's Progress, collection privée - série de huit grands formats d'après La Carrière d'un libertin (A Rake's Progress), une série de William Hogarth achevée en 1733, qui raconte les aventures de Tom Rakewell, depuis son ascension lorsqu'il hérite d'un riche marchand jusqu'à sa chute, ruiné et malade à l'asile.
- Les Fleurs du mal
- American Landscapes

2013
- New York Diaries III
- The Promise, 210 x 300 cm
- Hey!
- Der Abgesang, 140 x 300 cm

2012
- Revolution, série comprenant Ghost, 45 x 61 cm et Das Goldene Kalb (le Veau d'or), 50 x 65 cm
- Limbo Express
- Bacchanale
- Nitrocircus
- New York Diaries II

2011
- Survival of the Fittest, 140 x 300 cm
- Fortuna und Ihre Kinder, 210 x 300 cm : un clin d'œil à Némésis (La Grande Fortune) d'Albrecht Dürer
- Weird Feelings
- The Ardous Crossing
- Sketches

2010
- American Landscapes
- Fashionpeople
- Superbia
- The Newark Experience

2009
- New York Diaries I
- Plastic Apocalypse

2008
- The Waste Land
- Die Zone : Cette série de dessins au fusain montre une nature intacte, quelque peu envahissante, jusqu'au point de bascule où nous comprenons qu'il n'y a plus de vie humaine ; il s'agit de la zone de contamination de la centrale de Tchernobyl.

2007
- Psychiatrie SerieE, une série de dix petites aquarelles (30 x 30 cm)

#### Peinture
- 2014 : New York Diaries
- 2013 : Ende der Jugend
- 2012 : Limbo Express
- 2011 : Sugar Dols
- 2011 : The Guys from the Underworld
- 2011 : The Beautiful Life
- 2010 : East of Eden
- 2009 : New York Diaries
- 2008 : The Wast Land, Studies

#### Gravures
- 2018 : Sweet Bird of Youth, série de cinq portraits en eau-forte, 50 x 35 cm
- 2016 : The Gasping Society
- 2015 : The Tragic Life of Desperate Artbitches
- 2014 : A Rakes Progress, série de gravures coloriées, 37 x 24 cm, illustrant chacun des 8 chapitres.
- 2013 : Melancholia
- 2011 : Don't think of the White Rabbit
- 2011 - 2007 : Konstruktionen
- 2010 : The Guys from the Underworld
- 2009 : Final Glamour
- 2005 : Steinerne Stadt

#### Pochettes de disque
- 2015 : Barði Jóhannsson (Bang Gang) a choisi[6] une estampe d’Ulrike Theusner pour la pochette de l’album The Wolves Are Whispering.
- 2015 : Pochette de l'album Love & Torture de Stone Jack Jones (Nashville)

#### Mode et prêt-à-porter
- 2016 : La collection Bauhaus Made SS17[7] de la créatrice de mode Anne Gorke comprend des Sweat-shirts reproduisant des dessins à l’encre noire d’Ulrike Theusner. Les coopérations interdisciplinaires sont un aspect important de la tradition Bauhaus dont se réclame Anne Gorke et familière à Ulrike Theusner, née à Weimar, et qui a souvent flirté avec le monde de la mode pendant ses études à l’université Bauhaus.

#### Espace public
- 2015 : Ulrike Theusner habille les colonnes du Théâtre national (Nationaltheater) de Munich - édifice d'architecture néo-classique construit sur les plans du théâtre de l'Odéon à Paris.

Julia Schmitt de la Bayerischen Staatsoper citée par le magazine Brikada : 

« Pour appréhender les destins des sept héroines de la saison 2015, de Manon Lescaut à Lulu, de Melisande à Arabella, nous cherchions une artiste qui puisse comprendre les aspirations, les obsessions et les angoisses des protagonistes, les transposer dans notre actualité et les visualisier pour la ville. Ulrike Theusner s'est approchée de ces fragiles Diva pour leur donner des visages magiques. »

### Expositions personnelles
- 2021 : Grelle Gegenwart , Kunstahalle Rostock
- 2020 : All there is , Galerie Eigen+Art, Berlin
- 2019 : New Positions, Galerie Eigen+Art, Art Cologne
- 2018 : Ulrike Theusner. Malerei und Grafik[9], Kunsthalle Harry Graf Kessler, Weimar, du 29 septembre au 11 novembre 2018
- 2018 : Sweet Bird of Youth[10], Galerie Sabine Knust, Munich, du 5 juillet au 8 septembre 2018
- 2017 : Endspiel[11], Galerie Bunker-D, Kiel
- 2017 : The Best pf all Possible Worlds[12], à la galerie et centre culturel ACC[13], Weimar. « Meilleur des mondes possibles » - la formule de Leibniz publiée en 1710 est pour Ulrike Theusner le point de départ d'une réflexion sur nos conditions de vie et de vivre ensemble. Que nous manque-t-il quand bien même nous vivrions dans le meilleur des mondes possibles ? Pouvons-nous vivre sans utopies - politiques, sociales, économiques ou environnementales? Quelle image de soi peut-on avoir dans le meilleur des mondes ? « Un mini Trump dans une boite d'allumette, des monstres multicolores.. » Wolfgang Hirsch, critique et journaliste a visité l'exposition et interviewé Ulrike Theusner pour un article[14] paru dans l'OTZ du 22 mai.
- 2016 : The Gasping Society[15], Angermuseum, Leipzig
- 2016 : Ulrike Theusner - A Rake Progress[16], Galerie Richter, Lütjenburg
- 2016 : Land of Plenty[17], Galerie Dukan Leipzig
- 2014 : A Rake's Progress, Galerie Rothamel Erfurt
- 2013 : The New York Diaries, Galerie Rothamel Francfort/Main
- 2013 : Secret Society, Chvalrous Cantaloup Commune , Shanghai
- 2012 : Limbo Express, Y Gallery New York
- 2012 : Gravures, Galerie Le Majorat, Toulouse
- 2011 : Nitro Circus, Galerie Pierrick Touchefeu, Seaux, Paris
- 2011 : Weird Feelings, Galerie Rothamel, Francfort/Main
- 2011 : Galerie Majorat, Villeneuve-Toulouse
- 2010 : Ten Seconds of Fame, Galerie Wagner und Partner, Berlin
- 2010 : East Of Eden, Galerie Rothamel, Erfurt
- 2009 : Showroom Galerie Soardi, Nizza
- 2008 : The Waste Land, Bauhaus Universität Weimar

### Expositions collectives (sélection)
- 2021 : Immer Ich. Faszination Selfie, Zeitgeschichtlichen Forum Leipzig
- 2019 : Aggroschaft – Marc Jung & the Gang[18] : Marc Jung - originaire de Erfurt, expose avec Benedikt Braun, Till Lindemann, Moritz Schleime und Ulrike Theusner.
- 2019 : Not everything means something, honey - Galerie Eigen + Art, Leipzig[19] : Tina Bara / Alba D'Urbano, Anna Baranowski, Christiane Baumgartner, Maja Behrmann, Birgit Brenner, Stef Heidhues, Laurette Le Gall, Kristina Schuldt, Jana Schulz, Hanna Stiegeler, Ulrike Theusner
- 2018 : Junge Kunst aus Thüringen - Mannheimer Kunstverein[20] : Konstantin Bayer, Benedikt Braun, Enrico Freitag, Marc Jung, Nora Klein, Paul-Ruben Mundthal, Adam Noack, Stefan Schiek, Ulrike Theusner
- 2018 : Offen Vol. 2 - Galerie Eigen + Art Berlin[21] : Ulrike Theusner avec Yang-Tsung Fan, Marion Fink, Zora Janković, Raul Walch, Justin Mortimer, Andreas Mühe, Alexander Wolff. Ulrike Theusner, qui avait déjà exposé à la galerie Eigen + Art Lab, présente les gravures de la série Sweet Birds of Youth symbolisant une société entre l'engourdissement, la désillusion et l'optimisme.
- 2018 : Gallery week-end Berlin[22], Konstantin Bayer (Objets et installations), Enrico Freitag (Dessin, Peinture), Nina Röder (Photographie) et Ulrike Theusner (Gravures, Peinture), Galerie Eigenheim, Linienstrasse 130, Berlin, Allemagne
- 2018 : Frauen Können auch Malen![23], avec Cornelia Schleime, Super Future Kid, SEO, Rosa Loy, Eva-Maria Hagen, Ulrike Theusner, Adeline Jaeger, Johanna Flammer, Miriam Vlaming, Nadine Wölk, Ainara Torrano Marín, Angela Hampel, Nadja Auermann, Bettina John, Christine Schlegel, Ramona Krüger, Manuela Neumann, Sabina Sakoh, Brigitte Fugmann, Herta Günther, Christa Jura, Elvira Bach, Miriam Lenk, Effi Mora - Galerie Holger John, Dresden, Allemagne
- 2017 : Ruth Habermehl & Ulrike Theusner[24], Ruth Habermehl (Collages) et Ulrike Theusner (Gravures, Peinture, Collages), Galerie ff15, Leipzig, Allemagne
- 2017 : Roter Oktober. Kommunismus als Fiktion und Befehl[25],[26], Neue Sächsische Galerie, Chemnitz, Allemagne. L'exposition s'inscrit dans les commémorations des révolutions de février et septembre 1917 en Russie. Elle comprend des œuvres des artistes suivants : The Blue Noses, Carlfriedrich Claus, Fritz Duda, Alwin Eckert, Erich Enge, Hubertus Giebe, Moritz Götze, Wasja Götze, Norbert Hinterberger, Via Lewandowsky, Martin Maleschka, Florian Merkel, Olaf Nicolai, Haralampi G. Oroschakoff, Osmar Osten, A.R.Penck, Uwe Pfeifer, Ulrich Polster, Julian Röder, Ulrike Theusner, Tmomma, Sergej Voronzow, Norbert Wagenbrett, Brigitte Waldach, Willy Wolff, Axel Wunsch, Silvio Zesch, ZIP
- 2017 : The Promised Land[27],[28], Ulrike Theusner et Jazz-Minh Moore, Galerie Rothamel Erfurt, Allemagne. Ulrike Theusner et Jazz-Minh Moore se sont rencontrées en 2010 à New York. Elles ont fondé le collectif « GutBox » et présenté sous ce label plusieurs expositions aux États-Unis. Promised Land est leur première coopération en Europe. Comme The Gasping Society - une autre série d’Ulrike Theusner présentée en parallèle au Angermuseum d’Erfurt, The Promised Land s’intéresse à la perte des repères, à la dérive de la justice vers l’auto-justice et à la perdition des personnes dans un système complexe. Jazz-Minh Moore indique : « Cet ensemble de travaux commence par une série de tableaux juxtaposant le dîner d’un américain abandonné avec les nouvelles « Biosphères » de plusieurs milliards de dollars actuellement en construction à Seattle. L'Amérique de la génération de nos grands-parents a disparu au profit des hautes technologies ou de l’exotisme. Beaucoup de gens sont oubliés. Ce n’est pas nouveau mais remis en lumière avec les élections récentes. »
- 2016 : Welcome to Paradise[29], Dana Meyer (Sculpture) et Ulrike Theusner (Peinture), Galerie Rothamel Francfort/Main, Allemagne
- 2016 : Roasted, The Lodge Gallery, New York
- 2016 : Totentanz, concours et exposition de gravures organisés par le BBLK e.V. sur le thème de la danse macabre, Leipzig, Allemagne
- 2015 : Pocket, Galerie Dukan, Leipzig, Allemagne
- 2015 : Spectrum One / on canvas, Galerie Eigenheim, Berlin, Allemagne
- 2015 : Fluchtpunkte, ACC Galerie Weimar, Allemagne
- 2015 : PornPornPorn, Eigen-Art LAB, Berlin, Allemagne
- 2015 : Ngorongoro, Artist Weekend Berlin, Allemagne
- 2015 : Drawings, Galerie Dukan Paris, France
- 2015 : Alterity, The Lodge Gallery, New York
- 2015 : Printmaking Symposium, Tapetenwerk Leipzig, Allemagne
- 2014 : Des Grands Yeux Morts, Galerie Dukan Leipzig, Allemagne
- 2014 : Les Fleurs du Mal[30], The Lodge Gallery New York[31]
- 2014 : Hotspot, Treize Paris
- 2014 : Fremde, Bauhaus Museum, Haus am Horn, Weimar, Allemagne
- 2013 : Le jardin souterrain, Station Saint-Germain-des-Prés, Paris
- 2012 : The Double Dirty Dozen, Freight&Volume, New York
- 2012 : Stippvisite, Neues Museum Weimar, Weimar, Allemagne
- 2011 : Kunsthalle Darmstadt macht Schule, Kunsthalle Darmstadt[32]
- 2011 : Gratwanderung, Bauhaus Museum, Weimar, Allemagne
- 2011 : Impulse, Aando Fine Arts Berlin
- 2011 : Almost transparent blue, Y Gallery, New York
- 2010 : Koschatzky Kunstpreis, Mumok, Albertina Vienna
- 2010 : Chroma[33], Bauhaus Universität Weimar
- 2010 : First Exhibition, EKE Studio, Brooklyn, New York
- 2010 : European Contemporary Print Triennial 2010, Toulouse
- 2009 : Visite, Kunstverein Speyer
- 2009 : Traits Noirs[34], Musée des Beaux Arts, Nice, France
- 2007 : UMAM, Nouvelle Biennale, Union méditerranéenne pour l´art moderne, Nice
- 2006 : Ne pas toucher le contour, Galerie d'essai, Villa Arson, Nice

### Publications
- 2017 : The Best of All Possible Worlds,  (ISBN 978-3-945482-05-6), 21x21cm, 35 pages, Éditions Jalara
- 2016 : Gasping Society[35],  (ISBN 978-3-945482-85-8), 21 x 21 cm, 62 pages, Éditions Jalara
- 2015 : Limbo Express,  (ISBN 978-3-945482-84-1), 21x21cm, 32 pages, Éditions Jalara
- 2015 : New York Diaries I,  (ISBN 978-3-945482-80-3), 21 x 21 cm, 30 pages, Éditions Jalara
- 2013 : A Rake´s Progress,  (ISBN 978-3-945482-83-4), 21 x 21 cm, 28 pages, Éditions Jalara
- 2013 : New York Diaries III,
- 2012 : Der Abgesang, textes d'Ulrike Bestgen, Galerie Rothamel
- 2011 : Weird Feelings, texte de Kai Uwe Schierz et Ulrike Theusner, Galerie Rothamel.
- 2010 : Ten Seconds of Fame, textes de Thomas Lenhart
- 2008 : The Waste Land, Diplomarbeit Bauhaus Universität Weimar

### Récompenses
- 2019 : sélectionnée pour le programme de parrainage New Positions[36] de l'Art Cologne 2019.
- 2013 : IGG Graphic Award
- 2011 : Work Fellowship Bildende Kunst Art Regio
- 2010 : Lauréate de la Triennale Européenne de l'Estampe Contemporaine (Estampadura, Toulouse)[37]

### Articles et interviews
- (de) Salve-TV l'artiste Ulrike Theusner une interview de Stefan Kempf]
- (en) Berlin Art Magazine